# Ланац одговорности (пројектни узорак)
Ланац одговорности је објектно-оријентисани пројектни узорак. Ланац одговорности повезује објекте којима се упућује захтев у ланац. Тако повезаним објектима се прослеђује захтев, који се редом низ ланац обрађује све док се не изврши.

## Учесници

### Захтев
Захтев који клијент жели да разрешава.

### Обрађивач
Апстрактна класа Обрађивач представља класу у којој се креира ланац обрађивача захтева помоћу атрибута "наредни обрађивач". Када обрађивач добије неки захтев да разреши, тада конкретни обрађивачи имлементирају методу за обраду захтева на себи својствен начин ако су у стању да разреше захтев, у супротном зову методу обраде захтева наслеђене класе (у овом случају методу из класе Обрађивач) која прослеђује захтев наредном конкретном обрађивачу у ланцу који је креиран.

### Конкретни обрађивач
Конкретни обрађивач имплементира методу за обраду захтева. Ако није у стању да обради захтев позива методу обраде захтева из наслеђене класе (Обрађивач) која ће се побринути да се тај захтев проследи наредном обрађивачу у ланцу.

## Примери

### C++
```
#include
 
<iostream>

class
 
Zahtev
 
{

public
:

    
Zahtev
(
int
 
br
)
 
:
 
brojZahteva
(
br
)
 
{}

    
int
 
getBrojZahteva

 
{

        
return
 
brojZahteva
;

    
}

private
:

    
int
 
brojZahteva
;

};

class
 
Obradjivac
 
{

public
:

    
Obradjivac

 
:
 
naredniObradjivac
(
NULL
)
 
{}

    
Obradjivac
(
Obradjivac
 
*
sledeci
)
 
:
 
naredniObradjivac
(
sledeci
)
 
{}

    
Obradjivac
*
 
getObradjivac

 
{

        
return
 
naredniObradjivac
;

    
}

    
void
 
setNaredniObradjivac
(
Obradjivac
 
*
naredni
)
 
{

        
naredniObradjivac
 
=
 
naredni
;

    
}

    
virtual
 
void
 
obradaZahteva
(
Zahtev
 
*
zahtev
)
 
{

        
if
 
(
naredniObradjivac
 
!=
 
NULL
)

            
naredniObradjivac
->
obradaZahteva
(
zahtev
);

        
else

            
std
::
cout
 
<<
 
"Nije moguce obraditi zahtev."
 
<<
 
std
::
endl
;

    
}

private
:

    
Obradjivac
 
*
naredniObradjivac
;

};

class
 
KonkretniObradjivac1
 
:
 
public
 
Obradjivac
 
{

public
:

    
void
 
obradaZahteva
(
Zahtev
 
*
zahtev
)
 
{

        
if
 
(
zahtev
->
getBrojZahteva

 
==
 
1
)

            
std
::
cout
 
<<
 
"KonkretniObradjivac1 je uspesho obradio zahtev."
 
<<
 
std
::
endl
;

        
else

            
Obradjivac
::
obradaZahteva
(
zahtev
);

    
}

};

class
 
KonkretniObradjivac2
 
:
 
public
 
Obradjivac
 
{

public
:

    
void
 
obradaZahteva
(
Zahtev
*
 
zahtev
)
 
{

        
if
 
(
zahtev
->
getBrojZahteva

 
==
 
2
)

            
std
::
cout
 
<<
 
"KonkretniObradjivac2 je uspesno obradio zahtev."
 
<<
 
std
::
endl
;

        
else

            
Obradjivac
::
obradaZahteva
(
zahtev
);

    
}

};

int
 
main

 
{

    
Obradjivac
 
*
a1
 
=
 
new
 
KonkretniObradjivac1
;

    
Obradjivac
 
*
a2
 
=
 
new
 
KonkretniObradjivac2
;

    
Obradjivac
 
*
a3
 
=
 
new
 
KonkretniObradjivac1
;

    
a1
->
setNaredniObradjivac
(
a2
);

    
a2
->
setNaredniObradjivac
(
a3
);

    
Zahtev
 
*
z1
 
=
 
new
 
Zahtev
(
1
);

    
Zahtev
 
*
z2
 
=
 
new
 
Zahtev
(
2
);

    
Zahtev
 
*
z3
 
=
 
new
 
Zahtev
(
100
);

    
std
::
cout
 
<<
 
"Zahtev z1:"
 
<<
 
std
::
endl
;

    
a1
->
obradaZahteva
(
z1
);

    
std
::
cout
 
<<
 
"
\n
Zahtev z2:"
 
<<
 
std
::
endl
;

    
a1
->
obradaZahteva
(
z2
);

    
std
::
cout
 
<<
 
"
\n
Zahtev z3:"
 
<<
 
std
::
endl
;

    
a1
->
obradaZahteva
(
z3
);

    
std
::
cout
 
<<
 
"
\n
Zahtev z1 od a2:"
 
<<
 
std
::
endl
;

    
a2
->
obradaZahteva
(
z1
);

    
delete
 
a1
;

    
delete
 
a2
;

    
delete
 
a3
;

return
 
0
;

```